# Dérive de l'Aurora
Vous lisez un « bon article » labellisé en 2015.
Pour les articles homonymes, voir Aurora.
Pour un article plus général, voir Expédition Endurance.

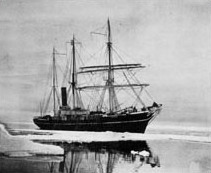
Le SY Aurora en Antarctique.

La dérive de l'Aurora est la période durant laquelle l'Aurora, un navire d'exploration en Antarctique appartenant à l'expédition Endurance (1914-1917), est pris dans le pack qu'il rencontre dans l'océan Antarctique. Cet épisode constitue une épreuve pour ses membres, le « groupe de la mer de Ross », et dure 312 jours. La dérive commence lorsque le navire se détache de son ancrage au cours d'une tempête dans le détroit de McMurdo en mai 1915. Pris dans la banquise et incapable de manœuvrer, le SY Aurora est emmené dans les eaux libres de la mer de Ross et de l'océan Austral, laissant derrière lui dix hommes isolés à terre avec de maigres provisions.
L'Aurora, un ancien baleinier de l'Arctique enregistré en tant que yacht à vapeur, avait débarqué le « groupe de la mer de Ross » au cap Evans dans le détroit de McMurdo en janvier 1915, afin d'établir une base d'appui à la traversée transcontinentale d'Ernest Shackleton qui, avec son « groupe de la mer de Weddell », vient de l'autre côté du continent. Lorsque le capitaine de l'Aurora Æneas Mackintosh est chargé des activités terrestres, le second capitaine Joseph Stenhouse prend le commandement du navire. L'inexpérience de ce dernier a peut-être contribué au choix d'un lieu d'hivernage inapproprié. Mais les instructions de ses supérieurs limitent relativement les options à sa portée. Au cours de sa dérive, l'Aurora subit de graves dommages dans la glace, y compris la destruction de son gouvernail et la perte de ses ancres. À plusieurs reprises, sa situation est telle que Stenhouse envisage de l'abandonner. Les efforts visant à prendre contact par la radio avec le cap Evans et, plus tard, avec des stations basées en Nouvelle-Zélande et en Australie, ne donnent rien et la dérive se prolonge durant l'hiver austral et au cours du printemps, vers le nord du cercle Antarctique. En février 1916, la glace se brise finalement et, un mois plus tard, le navire est libre. Il peut alors atteindre la Nouvelle-Zélande où il est réparé et ravitaillé. Enfin, son équipage retourne en Antarctique à son bord pour y sauver les membres survivants laissés sur place.
En dépit de son rôle dans le sauvetage du navire, après l'arrivée de l'Aurora à Port Chalmers, Stenhouse se voit retirer le commandement par les organisateurs des secours. C'est ainsi que le navire retourne au détroit de McMurdo sous la direction d'un nouveau commandant et composé par un équipage sensiblement différent. Pour son service à bord de l'Aurora, Joseph Stenhouse est cependant nommé Officier de l'ordre de l'Empire britannique.

## Contexte

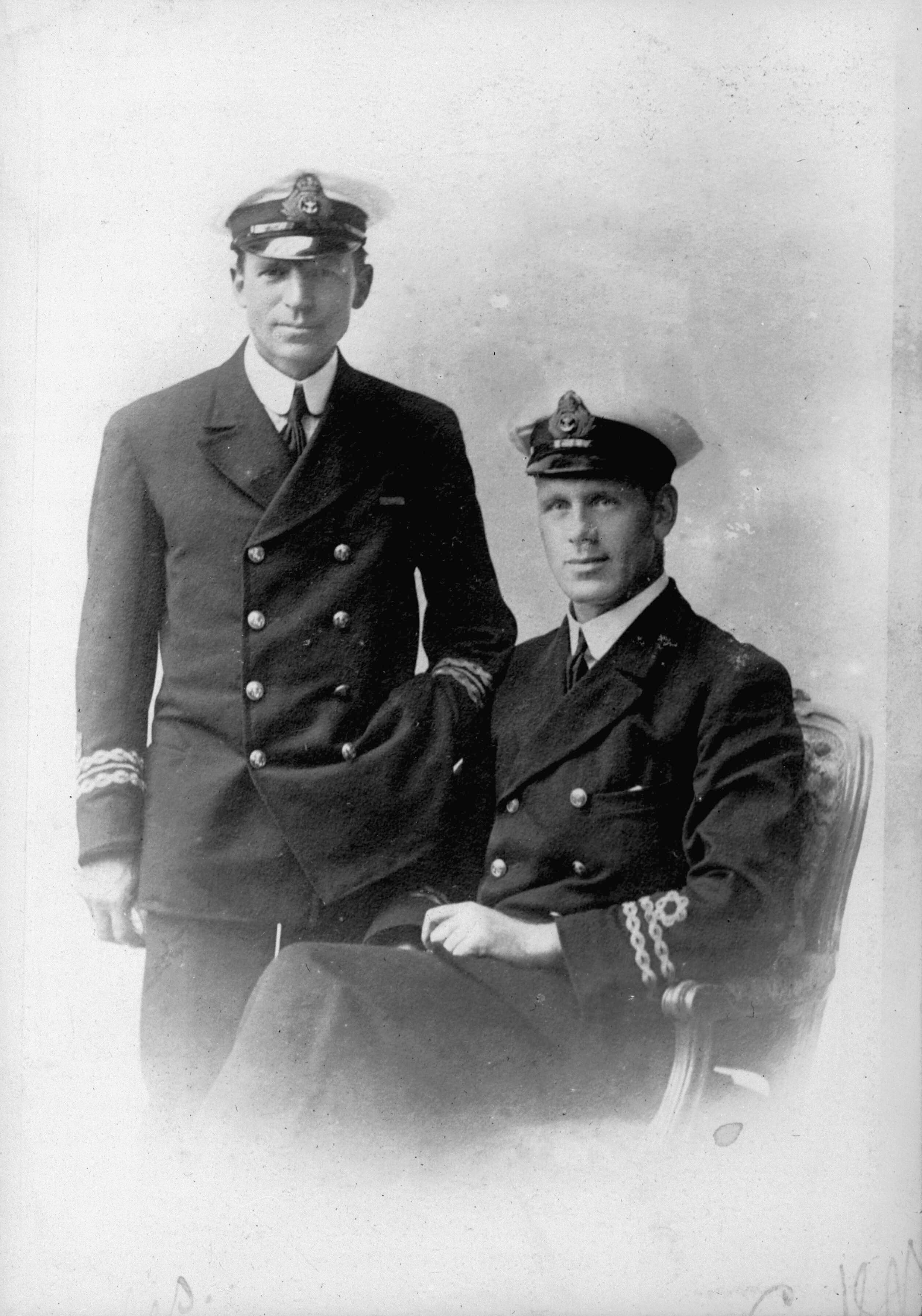
Portraits de deux membres de l'expédition Endurance : Frank Worsley, un des membres du « groupe de la mer de Weddell », et Joseph Stenhouse, le capitaine de l'Aurora vers 1917.

L'expédition Endurance comporte deux groupes : le premier — le « groupe de la mer de Weddell » —, dirigé par Ernest Shackleton, s'embarque pour la mer de Weddell à bord de l'Endurance avec l'intention d'établir une base en Antarctique. Au départ de celle-ci, un groupe a pour objectif de rejoindre le détroit de McMurdo en mer de Ross en traversant le continent via le pôle Sud. Le second groupe — le « groupe de la mer de Ross » —, à bord de l'Aurora et  dirigé par Æneas Mackintosh, a pour objectif d'établir une base sur l'île de Ross en mer de Ross. Il est prévu qu'à partir de celle-ci, une série de dépôts d'approvisionnement soit mise en place sur le dernier tiers de l'itinéraire du premier groupe. Ernest Shackleton estimant mineures les difficultés liées à cette mission n'y consacre que peu de temps pour la mise au point de ses détails. Il en résulte une série de problèmes financiers et organisationnels que découvre Mackintosh au moment de prendre son affectation en Australie. Or le plus grave concerne l'Aurora, un navire vétéran de la chasse à la baleine dans l'Arctique qui, bien que robuste, est actif depuis quarante ans et nécessite une importante remise en état, surtout qu'il est de retour d'une récente expédition en Antarctique, l'expédition antarctique australasienne de Douglas Mawson,. Il faut alors l'intervention du célèbre scientifique australien Edgeworth David pour que le gouvernement australien accepter de fournir des fonds et un chantier naval pour réparer l'Aurora dans le but de pouvoir le renvoyer dans l'océan Austral.
Le « groupe de la mer de Ross » met le cap vers l'Antarctique en décembre 1914. Seuls Æneas Mackintosh, Ernest Joyce, responsable des chiens, et le bosco du navire James « Scotty » Paton ont une expérience significative des conditions climatiques dans l'Antarctique. Certains membres du groupe qui s'ajoutent à la dernière minute ne possèdent pas une telle expérience : Adrian Donnelly, qui devient le deuxième officier mécanicien de l'Aurora, est un ingénieur ferroviaire qui n'a jamais pris la mer, et Lionel Hooke, qui prend le poste d'opérateur radio, n'est qu'un jeune apprenti de 18 ans,. Enfin, le commandant de l'Aurora lui-même, Joseph Stenhouse, de la British-India Steam Navigation Company, n'a aucune expérience de navigation dans les eaux de l'Antarctique, bien qu'ayant suivi les exploits polaires de Fridtjof Nansen, Robert Falcon Scott et William Speirs Bruce. En fait, Stenhouse qui n'a que 26 ans, se trouve alors en Australie pour récupérer d'un épisode de dépression. Pour obtenir le poste, il a simplement entendu les projets de Shackleton et s'est déplacé à Londres.

## Au détroit de McMurdo

### Amarrage hivernal

Carte de l'île de Ross montrant le détroit de McMurdo, la péninsule de Hut Point et la langue de glace Erebus se prolongeant dans la baie Erebus.

L'Aurora arrive dans le détroit de McMurdo près de l'île de Ross en janvier 1915, soit à la fin de la saison en raison de son départ retardé de l'Australie. Avec trois semaines de retard, Mackintosh décide que les travaux de mise en place des dépôts doivent commencer directement et prend en charge cela lui-même. Le 25 janvier 1915, il mène les premiers groupes, laissant Stenhouse au commandement du navire. Durant les quelques semaines restantes avant que le détroit ne soit gelé pour l'hiver, Stenhouse doit donc superviser le débarquement du reste des équipes et des provisions à terre. Il doit aussi trouver un endroit propice et sécurisé pour hiverner avec le navire. L'instruction donnée par Mackintosh est explicite sur le fait que ce dernier point est le principal devoir de Stenhouse.
Le seul ancrage sûr pour hiverner connu dans le détroit est près de l'ancien camp de base de l'expédition Discovery (1901–1904) de Robert Falcon Scott sur la péninsule de Hut Point, au sud de la langue du glacier Erebus qui divise cette zone en deux secteurs : nord et sud. Cependant, la sécurité est relative car le navire de Scott, le RRS Discovery, a été pris dans la glace pendant deux ans, ce qui a nécessité deux interventions extérieures de navires de sauvetage et plusieurs charges explosives pour le libérer. Ernest Shackleton est déterminé à éviter cela et donne des instructions explicites à Mackintosh, relayées à Stenhouse, de faire hiverner l'Aurora au nord de la langue glaciaire. Aucun navire n'a encore hiverné dans la partie nord, plus exposée que la sud, et ce choix est mis en cause par des marins expérimentés comme Ernest Joyce et James Paton dans leurs journaux intimes. Après la fin de l'expédition, John King Davis, qui participe à la mission de secours du « groupe de la mer de Ross », écrit que l'instruction de Shackleton aurait dû être ignorée et que Stenhouse aurait dû prendre l'Aurora et le mettre en sécurité dans la zone sud, même au risque d'être bloqué dans la glace.
Stenhouse tente d'abord d'ancrer le navire sur le côté nord de la langue glaciaire elle-même. Une catastrophe est évitée de justesse lorsqu'un changement de direction du vent manque d'emprisonner l'Aurora entre la langue de glace et le « pack ». D'autres options sont alors examinées et rejetées. Stenhouse se résout finalement à jeter l'ancre au cap Evans, le site de l'ancien camp de base de l'expédition Terra Nova (1911–1912), également de Robert Falcon Scott, soit à environ onze kilomètres au nord de la langue glaciaire,. Le 14 mars, après de nombreuses tentatives infructueuses,, Stenhouse manœuvre le navire pour le mettre en position, poupe vers le rivage du cap Evans, où deux grosses ancres sont placées et cimentées dans le sol. Des câbles et des aussières, avec une lourde chaîne métallique, sont attachés à la poupe du navire. Deux ancres côté proue sont également mises à l'eau. Le navire est ainsi prêt à hiverner avec, selon l'officier en second Leslie Thompson, « assez d'aussières et d'ancres pour maintenir [en place] un cuirassé ».

### Perte de l'amarrage

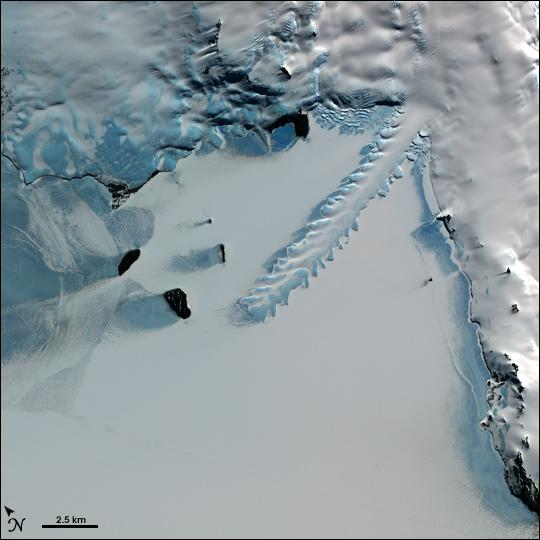
Photographie satellite de la langue de glace Erebus dans la baie Erebus, en 2001.

L'ancrage peu abrité du cap Evans expose l'Aurora à la pleine rigueur de l'hiver. À la mi-avril, le navire ressemble à la coque d'un navire naufragé, penchant fortement à tribord, et soumis à des chocs violents de la glace qui se déplace autour de lui. Lorsque le temps le permet, les antennes radio sont déployées pour permettre la communication radio avec les équipes débarquées puis, à terme, avec l'Australie et la Nouvelle-Zélande. Les provisions restantes pour les dépôts sont débarquées,, mais une bonne partie du matériel personnel, du carburant et de l'équipement reste à bord, le navire étant prévu comme lieu de stockage pour l'hiver.
Le 6 mai vers 21 h, au cours d'une violente tempête, les hommes à bord entendent deux forts bruits dus à la casse des principales aussières. Avec les forces combinées du vent et de la glace se déplaçant rapidement, l'Aurora est arraché de son ancrage et, pris par la banquise, le navire part à la dérive dans le détroit. Stenhouse ordonne de relancer la vapeur dans l'espoir que, grâce à la puissance du moteur, le navire puisse retourner vers le rivage une fois la tempête apaisée, mais les moteurs étant partiellement démontés pour des réparations d'hiver, ils ne peuvent pas être démarrés immédiatement. En tout état de cause, le moteur de 98 chevaux (73 kW) et la seule hélice ne sont pas suffisants. Le grondement de la tempête signifie également que l'équipe au cap Evans n'entend rien et ne découvre qu'au matin la disparition du navire.
Dix-huit hommes sont à bord lorsque l'Aurora quitte ses amarres, laissant donc dix hommes isolés à terre. Quatre scientifiques vivent au camp de base du cap Evans tandis que les six hommes chargés de la pose des dépôts, dont Mackintosh et Joyce, sont bloqués à la péninsule de Hut Point en attendant une occasion de traverser la  mer de glace pour rejoindre le cap Evans,.

## Dérive

### Première phase
- La dérive de l’Aurora, sa libération puis sa retraite vers Port Chalmers.

La dérive de l’Aurora, sa libération puis sa retraite vers Port Chalmers.

Le 8 mai, un vent sud continu pousse la glace et le navire qu'elle emprisonne vers le nord, au-delà du détroit de McMurdo, en direction de la mer de Ross. Le 9 mai, Stenhouse écrit dans son journal que le navire est « rapide dans le pack et dérivant Dieu sait où. […] Nous sommes tous en bonne santé […], nous avons bon moral et nous allons passer à travers ». Néanmoins, il n'envisage plus de pouvoir hiverner le navire dans le détroit de McMurdo. Par ailleurs, le sort des hommes restés isolés au cap Evans demeure une préoccupation pour lui : « c'est une perspective sombre pour eux […] nous avons [les vêtements restants] [et le matériel] de l'année prochaine encore à bord ». Au cours des deux jours suivants, les vents sont d'une force telle qu'ils rendent impossible tout travail des hommes sur le pont du navire. Le 12 mai, le temps redevient toutefois suffisamment calme pour hisser l'antenne radio afin de contacter les hommes restés à terre. Lionel Hooke, l'opérateur radio, envoie des messages en morse qui ne parviennent pourtant pas au camp de base du cap Evans. Hooke tente également de joindre la station de radio de l'île Macquarie, à plus de 2 400 kilomètres de là, bien que la portée normale de l'émetteur ne dépasse pas les 480 kilomètres. La tentative se solde par un échec,.
Le 14 mai, les restes des deux ancres de la proue sont remontées car elles menacent de faire chavirer le navire. Au cours des jours suivants, le temps se dégrade et le pack s'épaissit. Les chaudières sont stoppées car manœuvrer dans ces conditions revient à gaspiller du charbon. Le réapprovisionnement de l'eau douce du navire constitue également une source d'inquiétude. Un iceberg, qui est constitué d'eau douce potable, est en vue, mais son éloignement et les conditions météorologiques le rendent inaccessible. Enfin, la présence de manchots et de phoques, regroupés autour du navire, rend moins problématique l'accès à la nourriture car ils peuvent être chassés. Le 24 mai, une ration de rhum est distribuée à l'occasion du Jour de l'Empire pour remonter le moral de l'équipage.
Le 25 mai, dans son journal, Stenhouse compare le pack, avec ses lourds blocs de glace, à un cimetière. L'Aurora dérive vers la côte de la Terre Victoria. Le navire est sous le danger constant des mouvements de la glace qui pourraient le broyer. Dans cette éventualité, Stenhouse ordonne à l'équipage de préparer les provisions et les traîneaux pour une possible marche en direction de la rive, mais ce danger est finalement écarté à court terme. S'ensuivent de longues semaines de relative inactivité pendant que Stenhouse examine les différentes options : renvoyer une équipe au cap Evans avec du matériel et des provisions, si le navire reste pris dans les glaces et selon l'état de ces dernières ; ou bien mettre le cap sur la Nouvelle-Zélande et, après des réparations et un ravitaillement, retourner au cap Evans en septembre ou octobre (après une deuxième saison passée sur place pour le groupe qui s'y trouve), si la dérive continue vers le nord, dès que le navire est libéré de la glace.

Le 9 juillet, la vitesse de la dérive augmente et la pression dans le « pack » s'accentue. Le 21 juillet, la glace prend en tenaille les deux extrémités du navire, ce qui cause des avaries au gouvernail. Celui-ci ne peut être réparé. Selon le journal de Hooke, les hommes se préparent à abandonner le navire car celui-ci semble perdu, mais de nouveaux mouvements dans la glace améliorent la situation et l'abandon de l'Aurora est exclu. Hooke répare ses antennes et reprend ses tentatives de contacter l'île Macquarie. Le 6 août, le soleil fait sa première apparition depuis le début de la dérive. Le navire, toujours fermement tenu, est maintenant à 670 kilomètres au nord du cap Evans, près du cap Adare à la pointe nord de la Terre Victoria, où la mer de Ross rejoint l'océan Austral.

### Dans l'océan Austral

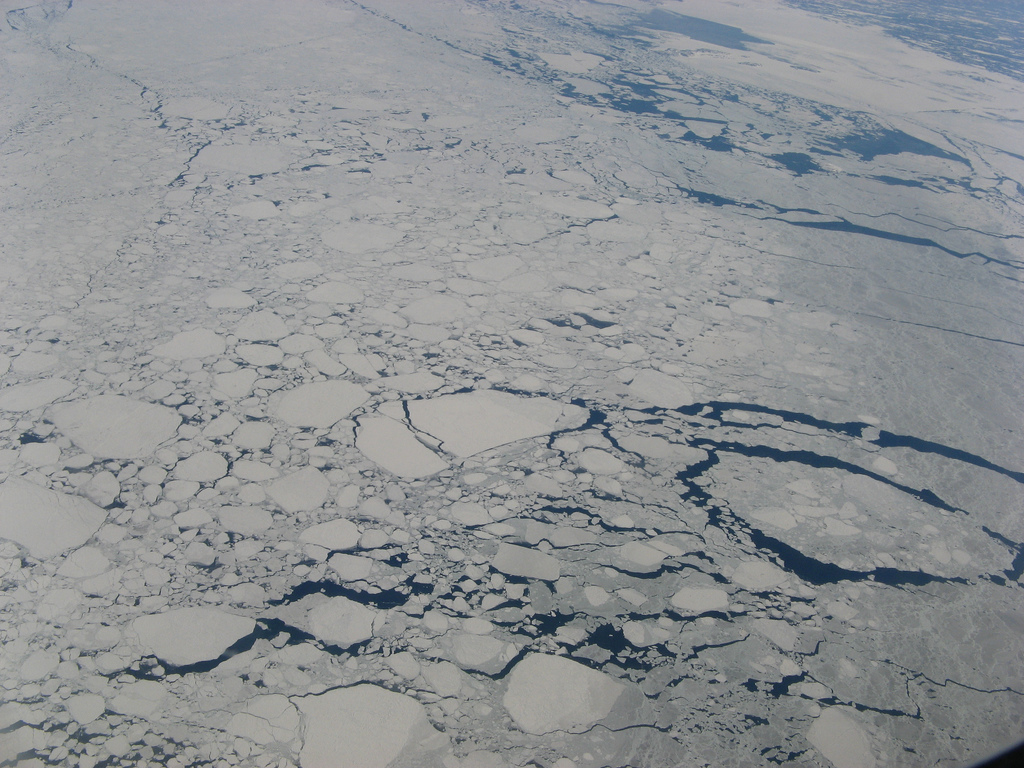
Illustration du « pack », ici en 2007 sur la côte du Labrador au Canada.

Lorsque le navire passe le cap Adare, la dérive prend la direction du nord-ouest. Le 10 août, Stenhouse estime qu'ils s'en sont éloignés de 83 kilomètres vers le nord-est, le navire subissant une dérive quotidienne de 37 kilomètres en moyenne. Quelques jours plus tard, il note que le navire fait du sur-place, effectuant uniquement des allers-retours. « Cependant, nous ne pouvons pas nous plaindre et devons être patients », écrit-il, ajoutant que depuis le nid-de-pie, l'observateur a l'impression de voir distinctement une eau libre de glace. Dans cette éventualité de libération du pack, la construction d'un gouvernail de fortune est commencée. Le mécanicien Donnelly réalise la dépose du gouvernail abîmé. Pendant ce temps, un gouvernail de fortune est construit à partir de matériaux disparates et est prêt le 26 août : « tel une immense rame », il est destiné à être abaissé depuis le haut de la poupe et commandé manuellement.
Le 26 août, Hooke commence à capter par intermittence des signaux radio échangés entre l'île Macquarie et la Nouvelle-Zélande,. À la fin du mois d'août, des voies libres de glaces se dessinent, laissant même la houle de la mer se reformer sous le navire,. Cependant, de violents phénomènes météorologiques réapparaissent avec le mois de septembre. Ainsi, un vent de la force d'un cyclone tropical détruit l'antenne et interrompt temporairement les efforts de Hooke. Le 22 septembre, l'Aurora est en vue des îles Balleny, mais elles sont inhabitées. Stenhouse peut donc calculer qu'il a parcouru plus de 1 300 kilomètres depuis le cap Evans. Par ailleurs, il note que « [la dérive] n'a pas été vaine et […] la connaissance de [celle-ci] sera un ajout précieux à la somme du savoir humain » car la nature et la direction de la dérive de la glace ont été régulièrement relevées durant toute cette période.
La vie à bord du navire ne change pas au cours des mois suivants. Stenhouse effectue un important travail sur le maintien du moral de l'équipage, occupant chacun par le travail ou par des activités de loisirs, comme des matchs de football et de cricket sur la glace. Le 21 novembre, l'Aurora traverse le cercle Antarctique et la glace autour du navire commence à fondre : « … une bonne tempête de neige […] provoquerait une rupture générale [de la glace] » écrit Stenhouse. Néanmoins, à l'approche de Noël, la glace a gardé toute son emprise. Stenhouse autorise l'équipage à se préparer un repas de fête : il relève ainsi combien ses hommes et lui ont encore cette chance de pouvoir manger à leur faim, chance que les hommes du camp de base du cap Evans, qui ont « peu ou rien », ne possèdent pas. Quelques jours plus tard, la nouvelle année est célébrée avec une chorale improvisée, chantant notamment Rule, Britannia! et God Save the King.

### Libération
Dans les premiers jours du mois de janvier 1916, le « pack » qui retient le navire commence à se fissurer grâce à l'action du soleil. Stenhouse pense être en mesure de rejoindre la péninsule de Hut Point avant la recongélation générale du détroit de McMurdo : pour cela, après des réparations en Nouvelle-Zélande, le navire doit quitter Lyttelton à la fin du mois de février et effectuer un retour rapide au sud. Néanmoins, ce plan est contrarié par la glace : en effet, l'Aurora reste bloquée tout au long du mois de janvier.
Avec la fin de l'été antarctique, Stenhouse est amené à envisager la possibilité que le navire reste emprisonné pour une année de plus. Constatant l'état des stocks de carburant et de provisions, il ordonne la chasse de phoques et de manchots. Mais la fragilité de la glace rend les sorties loin du navire dangereuses,. Comme la glace recouvrant le navire fond, l'étanchéité du navire est altérée et les jointures entre les planches de bois laissent passer environ un mètre cube d'eau par jour, ce qui oblige à lancer les pompes régulièrement. Finalement, le 12 février 1916, alors que l'équipage est occupé à vider l'eau du navire, la glace autour du navire commence à rompre. En quelques minutes, l'ensemble de la banquise de mer éclate en fragments, laissant des zones d'eaux libres. Le navire est libre de se déplacer. Le lendemain matin, Stenhouse ordonne de hisser les voiles, mais le 15 février, le navire est de nouveau arrêté par la glace. Il est incapable de se déplacer pendant deux semaines supplémentaires. Stenhouse hésite à utiliser les moteurs vu la faiblesse des réserves de charbon, mais le 1er mars il n'a plus le choix et ordonne de mettre la vapeur, si bien que, le lendemain, le navire peut légèrement avancer. Après plusieurs jours d'une série d'arrêts et de départs, la fin du « pack » est enfin aperçue du nid-de-pie le 6 mars. Le 14 mars, l'Aurora se dégage finalement après une dérive de 312 jours et avoir parcouru 3 000 kilomètres. Stenhouse note alors la position du navire : latitude 64°27'S et longitude 157°32'E.

## Retour en Nouvelle-Zélande

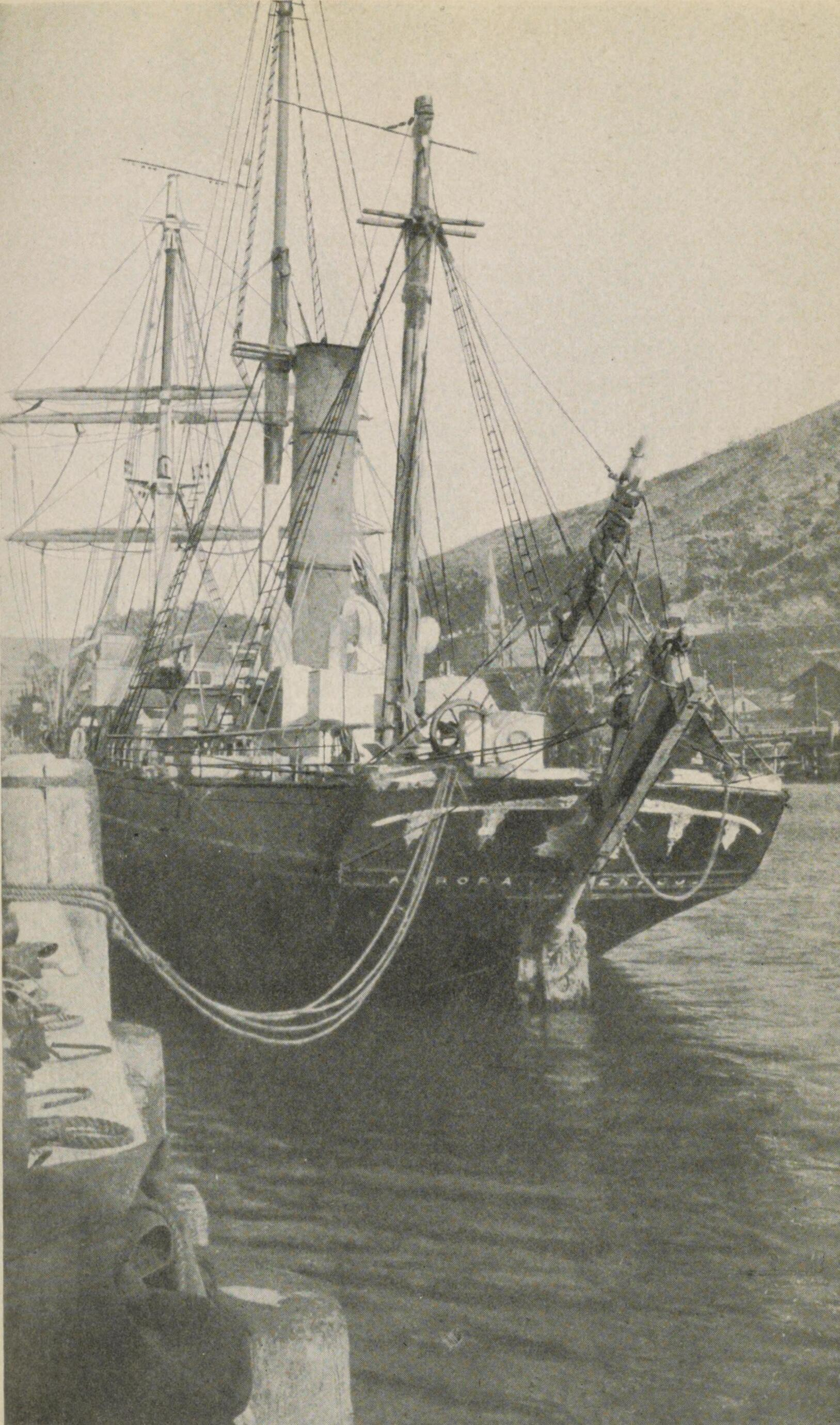
L'Aurora à quai en Nouvelle-Zélande après sa dérive. Le gouvernail de fortune est visible.

Stenhouse a l'espoir de pouvoir porter secours rapidement aux hommes restés à cap Evans mais la libération du navire en dehors du « pack » ayant pris beaucoup de temps, cette option devient impossible. Sa priorité est donc d'atteindre la Nouvelle-Zélande pour revenir en Antarctique au printemps suivant. Au cours des dernières semaines dans les glaces dérivantes, Hooke a pu réparer l'antenne radio et a de nouveau commencé à transmettre. Malheureusement, il ignore que la station radio la plus proche du lieu de leur dérive, située sur l'île Macquarie, a récemment été fermée par le gouvernement australien par mesure d'économie. Le 23 mars, en utilisant une antenne plus grande, de 24 mètres de hauteur, Hooke transmet un message que recueille la station de Bluff en Nouvelle-Zélande. Le lendemain, les messages qu'il transmet sont reçus à Hobart, en Tasmanie : en effet, les conditions météorologiques particulières ont permis à la transmission de parcourir une distance beaucoup plus grande que l'équipement d'alors ne l'autorise normalement. L'équipage peut dès lors donner des détails sur la position de l'Aurora, sa situation générale et le sort des hommes restés sur l'île de Ross,.
La dérive de l'Aurora dans la glace s'avère lente et périlleuse. Les stocks de charbon doivent être préservés, ce qui limite l'utilisation du moteur. La direction est rendue difficile malgré la présence du gouvernail de fortune si bien que le navire se retrouve à certains moments proche du naufrage. Néanmoins, après ces contacts avec le monde extérieur, Stenhouse montre une certaine réticence à demander de l'aide, une telle demande pouvant donner une image négative de l'expédition. Cependant, il est obligé de le faire le 31 mars car le navire, à l'approche de la Nouvelle-Zélande, est pris dans la tempête et risque alors d'être entraîné sur des récifs. Deux jours plus tard, le remorqueur Dunedin se porte au secours du navire. Le lendemain matin, le 3 avril 1916, l'Aurora entre dans Port Chalmers, le principal port de Dunedin.

## Bilan et conséquences

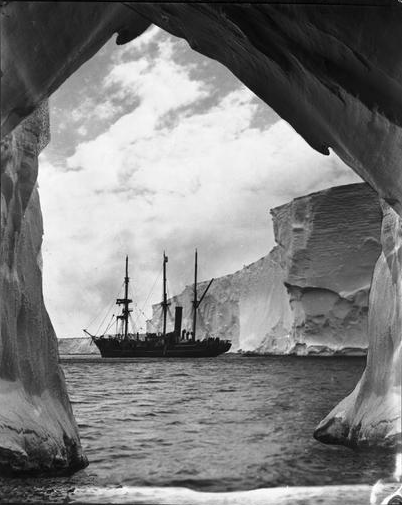
LAurora vue depuis l'intérieur d'une caverne de glace en 1913.

À son arrivée en Nouvelle-Zélande, Stenhouse apprend que le « groupe de la mer de Weddell » auquel Ernest Shackleton appartient est resté silencieux depuis son départ de Géorgie du Sud en décembre 1914. Il en conclut que les deux groupes de l'expédition Endurance ont besoin de secours. Mais le quartier général de l'expédition basé à Londres informe Stenhouse que les fonds alloués à l'expédition sont depuis longtemps épuisés : les réparations nécessaires sur l'Aurora ne peuvent donc être financées. Par ailleurs, dans l'esprit des autorités, l'opération de secours au groupe de Shackleton est prioritaire sur les hommes du cap Evans.
Cette période d'incertitude dure jusqu'à la réapparition soudaine de Shackleton dans les îles Malouines au début du mois de juin. Désormais, une seule mission de secours étant nécessaire, les gouvernements du Royaume-Uni, de l'Australie et de la Nouvelle-Zélande s'entendent pour apporter un financement et, le 28 juin, les travaux requis sur l'Aurora peuvent commencer. En tant que capitaine du navire, Stenhouse suppose qu'il va conduire les secours, mais le comité chargé de la supervision de la remise en état du navire s'y oppose, se montrant critique sur l'organisation initiale du volet mer de Ross de Shackleton,. Dès lors, le comité écarte Stenhouse et émet le vœu de nommer son propre commandant pour l'expédition de secours : en effet, Stenhouse est vu comme trop proche de Shackleton et il lui est reproché une expérience insuffisante pour commander un navire, ce que son choix malheureux du lieu de l'hivernage tendrait à prouver. Finalement, le 4 octobre, après des mois d'incertitude, Stenhouse apprend dans un article de journal que John King Davis est nommé nouveau capitaine de l'Aurora,. Un arrangement lui est néanmoins proposé : il pourrait appartenir à l'équipe de secours à la condition d'être rétrogradé comme simple membre d'équipage. Appuyé par Shackleton, il refuse. Il est donc libéré de mission en compagnie de Thomson, Donnelly et Hooke. Shackleton arrive en Nouvelle-Zélande trop tard pour avoir quelque influence sur ces choix, mais il parvient à être nommé comme officier surnuméraire sur le navire avant son départ pour le cap Evans le 20 décembre 1916. En 1920, le roi George V nomme Joseph Stenhouse officier de l'Ordre de l'Empire britannique (OBE) en reconnaissance de son service à bord de l'Aurora.
Le 10 janvier 1917, l'Aurora arrive au cap Evans avec un équipage presque entièrement renouvelé et récupère les sept survivants du « groupe de la mer de Ross », ce dernier ayant vu disparaître Æneas Mackintosh, Victor Hayward et Arnold Spencer-Smith dans les mois précédents. C'est la dernière visite du navire dans les eaux de l'Antarctique car, à son retour en Nouvelle-Zélande, il est vendu par Shackleton comme vraquier à un transporteur de charbon. L'Aurora quitte Newcastle, en Nouvelle-Galles du Sud, le 20 juin 1917 à destination d'Iquique au Chili et est officiellement porté disparu le 2 janvier 1918,. Parmi les disparus, James Paton, le bosco du navire.